# Cytisus elongatus
Cytisus elongatus là một loài thực vật có hoa trong họ Đậu. Loài này được Waldst. & Kit. miêu tả khoa học đầu tiên.